# Separatdruck
Als Separatdruck (auch Separatabzug) wird ein in selbstständiger Form, meist als Heft oder kleinformatiges Buch, aber inhaltlich unverändert veröffentlichtes Dokument ohne besondere Ausstattung verstanden, das bereits zuvor und ursprünglich im Rahmen eines größeren Werkes veröffentlicht worden ist, etwa als Beitrag in einem Sammelwerk, als Lexikonartikel, als Zeitschriften- bzw. Zeitungsartikel, als publizierter Vortrag (Rede oder Referat) in einem Jahresbericht bzw. Sitzungsbericht oder als Artikel in einem Jahrbuch bzw. Almanach oder ähnlichen Werken. Gründe für die Herausgabe als Separatdruck können etwa das besondere Interesse sein, das das Dokument außerhalb des Kontexts gefunden hat, in dem es ursprünglich veröffentlicht wurde, oder die Verwendung als passende, oft auch kostenlose Beigabe zu Gedenkveranstaltungen oder Kongressen, Ausstellungen usw.
Bei der Zitierung des Werks im Rahmen einer wissenschaftlichen Arbeit ist es üblich und geboten, die Fundstelle in dem Werk (Sammelband, Lexikon, Zeitschrift usw.) zu nennen, wo das Dokument erstmals erschienen ist.